# Мошенничество (фильм, 2013)
Мошенничество — фильм Гордона Кормана. Премьера фильма состоялась 24 августа 2013 в США на телеканале Никелодеон, а в России 25 января 2014 года. Была основана на одноимённой книге. 

## Сюжет
Гриффин и Бен находят бейсбольную карточку Хонуса Вагнера. Они решили продать карточку, чтобы Бену не пришлось выселяться из своего дома. Они отправляются в магазин для коллекционеров, которым владеет парень по имени Пол Свинделл. Свинделл берёт карточку и даёт ребятам за неё $300. Но, они узнают что эта карточка стоит намного больше… Если точнее на 1,2 млн больше. И Гриффин с Беном поняли, что их надули. Разгневанный Гриффин хочет обмануть мошенника и вернуть карточку. Для этого он собирает команду спецагентов, чтоб осуществить свой замысел и наказать негодяя…

## Роли
- Ноа Кроуфорд — Гриффин Бинг («Мозги»)
- Крис О'Нил — Бен Дюпри («Лучший друг»)
- Дженнет Маккарди — Саванна Уэсткотт («Актриса»)
- Ариана Гранде — Аманда Бенсон («Гимнастка»)
- Сиэра Браво — Мелисса Бинг («Хакер»)
- Ноа Манк — Даррен Вейдер («Мускулы»)
- Фред Эвануик — Пол Свинделл («Мошенник»)
- Сэнди Робсон — Антон Лефевр
- Гардинер Миллар — мистер Уэсткотт («Актёр»)
- Крис Шилдс — Отец Бена
- Люсия Уолтерс — Мама Бена
- Экстазия Сандерс — менеджер отеля
- Нилам Кабра — массажистка
- Патриция Дрейк — массажистка Свинделла
- Фэрра Авива — невеста
- Аурелио Динунцио — Отец невесты